# Segelfluggelände Montabaur

i7
i11
i13
Das Segelfluggelände Montabaur liegt etwa 1,2 Kilometer südlich des Zentrums der Stadt Montabaur im Westerwaldkreis in Rheinland-Pfalz.

## Flugbetrieb
Das Segelfluggelände ist mit drei Start- und Landebahnen ausgestattet:
| Bezeichnung | Abmessungen (m) | Zweck                   |
| ----------- | --------------- | ----------------------- |
| 05/23 Nord  | 1050 × 30       | Hauptbahn               |
| 05/23 Süd   | 600 × 30        |                         |
| 06/24 West  | 250 × 30        | Bahn für Segelflugzeuge |

Es besitzt eine Betriebszulassung für Segelflugzeuge, Motorsegler, Ultraleichtflugzeuge, Gleitschirme, Gleitsegler und Luftfahrzeuge, soweit diese bestimmungsgemäß zum Schleppen von Segelflugzeugen oder Motorseglern eingesetzt werden. Der Start von Segelflugzeugen erfolgt per Windenstart oder Flugzeugschlepp. Die Benutzung des Segelfluggeländes durch platzfremde Luftfahrzeuge erfordert die vorherige Zustimmung des Platzhalters (PPR). Der Platzhalter und Betreiber des Segelfluggeländes ist der Luftsportclub Westerwald e. V. Das Segelfluggelände wurde ursprünglich 1953 genehmigt.